# الإسلام في إفريقيا الوسطى

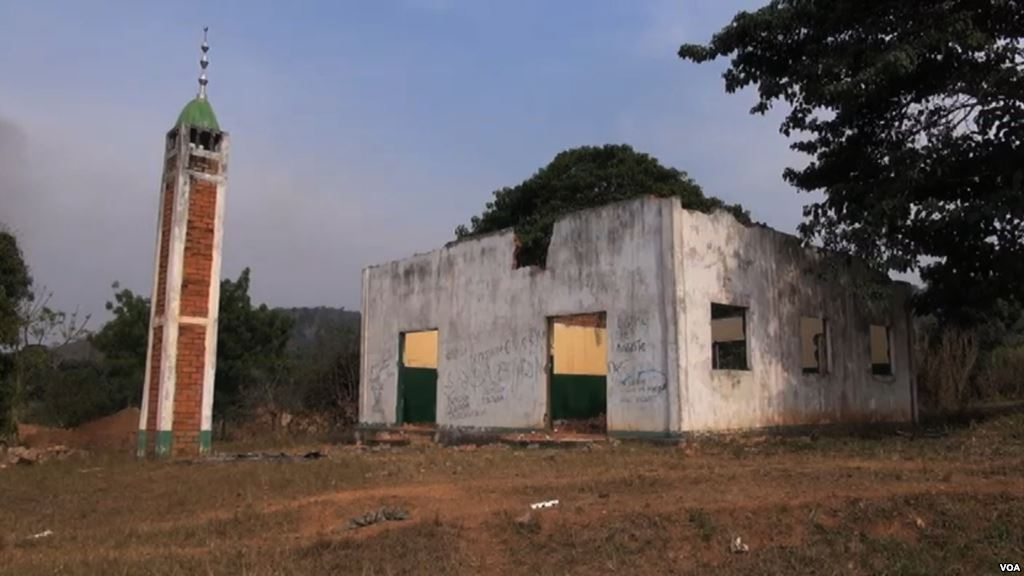
مسجد في بلدة بوالي بجمهورية إفريقيا الوسطى.

يشكل المسلمون حوالي 15% من سكان جمهورية أفريقيا الوسطى مما يجعلها ثاني أكبر دين في البلاد بعد المسيحية (50%). معظم مسلمو أفريقيا الوسطى يعيشون في الشمال بالقرب من الحدود مع تشاد المسلمة.

## نزاع 2012-2014
أصدر اتحاد علماء أفريقيا بيانا ندد فيه بالإبادة الجماعية التي تمارس ضد المسلمين في أفريقيا الوسطى. وقال الاتحاد في البيان: إن ما يتعرض له المسلمون في أفريقيا الوسطى من إبادة جماعية يذكر بما تعرض له التوتسي في رواندا وهو ما يعد عارا في جبين الإنسانية. وطالب الاتحاد بملاحقة ومعاقبة المتورطين في جرائم قتل وتقطيع وحرق المسلمين أمام عدسات الكاميرات. كما ندد البيان بعدم حيادية القوات الفرنسية تجاه نزع أسلحة الأطراف المتصارعة، وعدم فعالية القوات الأفريقية. وحذر الاتحاد في البيان الذي نشره على موقعه الرسمي على الفيس بوك من اتساع الحروب ذات الطابع الديني والعرقي في المنطقة كلها. وفيما يلي نص البيان: الحمد لله رب العالمين؛ والصلاة والسلام على نبي الهدى والرحمة؛ محمد بن عبد الله؛ وعلى آله وصحبه أجمعين؛ وبعد:فقد تابع اتحاد علماء إفريقيا المأساة في جمهورية إفريقيا الوسطى وتكشفت هذه الحقائق الفظيعة: 1- تحول الأزمة في إفريقيا الوسطى إلى إبادة جماعية يتعرض لها بصفة خاصة المسلمون من مواطني البلد أمام أنظار العالم؛ في حادثة تذ...كر بجريمة الإبادة الجماعية التي تعرض لها التوتسي في جمهورية رواندا؛ وسجلت عارا في جبين الإنسانية لم تمح بعد.2- الأساليب الوحشية التي تنفذ بها هذه الجرائم من تقطيع للضحايا وحرق للأحياء في وسط المدن وأمام عدسات الكاميرا ولم يسلم من ذلك حتى النساء والأطفال، مما يحتم القيام بملاحقة ومعاقبة هؤلاء المجرمين وتقديمهم للعدالة.3- عدم حياد القوات الفرنسية في نزع السلاح وضعف فعالية القوات الإفريقية فسحت المجال أمام المليشيات الإجرامية للقيام بهذه الجرائم دون خوف. 4- مواقف الزعماء الدينيين من المسيحيين والمسلمين في الدعوة إلى السلم كانت مشرفة، لكنها ذهبت أدراج الرياح بسبب فئات فقدت مبادئ الدين والإنسانية. 5- فشل الاتحاد الإفريقي في القيام بمسؤولياته وتخاذل المجتمع الدولى ومواقفه الضعيفة للوقوف أمام هذه الجرائم البشعة هي التي سمحت بتكرار مأساة رواندا مرة أخرى في القارة. 6- هذا الوضع إذا لم يتم تداركه عاجلا فقد ينذر باتساعه والتسبب في حروب ذات طابع ديني وعرقي في المنطقة كلها؛ فتزداد المعاناة في القارة المنكوبة أصلا بمآسيها. انطلاقا من هول وفظاعة هذه المأساة فإن اتحاد علماء إفريقيا يوجه نداء عاجلا إلى المجتمع الدولي بدوله ومنظماته بضرورة إرسال القوات الكافية المحايدة لإيقاف هذه الإبادة الجماعية فورا، والعمل على تحقيق الأمن لكل المواطنين بغض الطرف عن أعراقهم وأديانهم.وقد قرّر الاتحاد ما يلي:- تخصيص خطبة الجمعة، 21 ربيع الثاني 1435هـ ( 21 فبراير 2014) في مساجد الجمعة في كلّ إفريقيا بل وسائر العالم؛ للحث على التضامن مع المسلمين في إفريقيا الوسطى والدعاء من أجل عودة السلم والاستقرار إلى هذا البلد المنكوب.- تنظيم حملة جمع تبرعات في كلّ الدول لمساعدة المشردين في الداخل واللاجئين في تشاد والكاميرون والكنغو على اختلاف أديانهم وأعراقهم.